# Gurli Ewerlund
Gurli Ewerlund (n. 13 octombrie 1902, Malmö, Malmöhus⁠(d), Suedia – d. 10 iunie 1985, Malmö, Malmöhus⁠(d), Suedia) a fost o înotătoare ce a reprezentat Suedia, medaliată olimpică. A participat la o ediție a Jocurilor Olimpice (1924) în care a câștigat o medalie de bronz.

## Participări
Lista de mai jos prezintă principalele competiții la care a participat Gurli Ewerlund de-a lungul carierei.
- swimming at the 1924 Summer Olympics – women's 4 × 100 metre freestyle relay[*]